# ケプラー11g
ケプラー11g (英語: Kepler-11g) とは、地球からはくちょう座の方向に約2000光年離れた位置にある、太陽と極めて似た直径、質量を持つG型主系列星であるケプラー11を公転する太陽系外惑星である。NASAが運用しているケプラー宇宙望遠鏡により発見された。ケプラー11惑星系内においては最も外側にある惑星である。ケプラー11gは約118.4日で恒星ケプラー11の周囲を公転しており、その軌道はこの系においては唯一水星よりも外側である。質量は地球の約25倍で、半径は約3.3倍である。密度はこの系の中では他の惑星が1.0 g/cm3前後であるのに対してこの惑星だけは3.76 g/cm3とはるかに大きい。2011年2月2日にケプラー11惑星系の6惑星の発見が公表された。

## 名称と発見
ケプラー11gは、ケプラー11系の他の5個の惑星と同時にケプラー宇宙望遠鏡によって発見され、2011年2月2日に発見の成果が公表され、翌3日にNASAが公表した。
ケプラー11gの名前は、ケプラー11系の惑星が同時に6個発見され、公転軌道が内側な惑星からb、c、d…と名付けられ、ケプラー11gは、もっとも外側の惑星であったためgの符号が与えられた。このケプラーとはNASAが運用している宇宙望遠鏡で、太陽系外地球型惑星をトランジットにより発見することを試みている。ケプラーは観測の対象が決められており、その恒星には仮符号としてKOI(Kepler Object of interestの略)という名称を付ける。そのため正式に発見が認められるまでは KOI-157 g、またはKOI-157.05と呼ばれていた。この惑星のトランジットは恒星の等級のわずかな変動によって観測され、その後の再調査によって惑星の存在への真偽が裏付けられている。
この再調査はヘール望遠鏡、シェーン望遠鏡、MMT望遠鏡、WIYN望遠鏡、Tillinghast望遠鏡、ケックI望遠鏡、ホビー・エバリー望遠鏡、ハーラン・J・スミス望遠鏡、北欧光学望遠鏡によって行われた。

## 軌道の性質

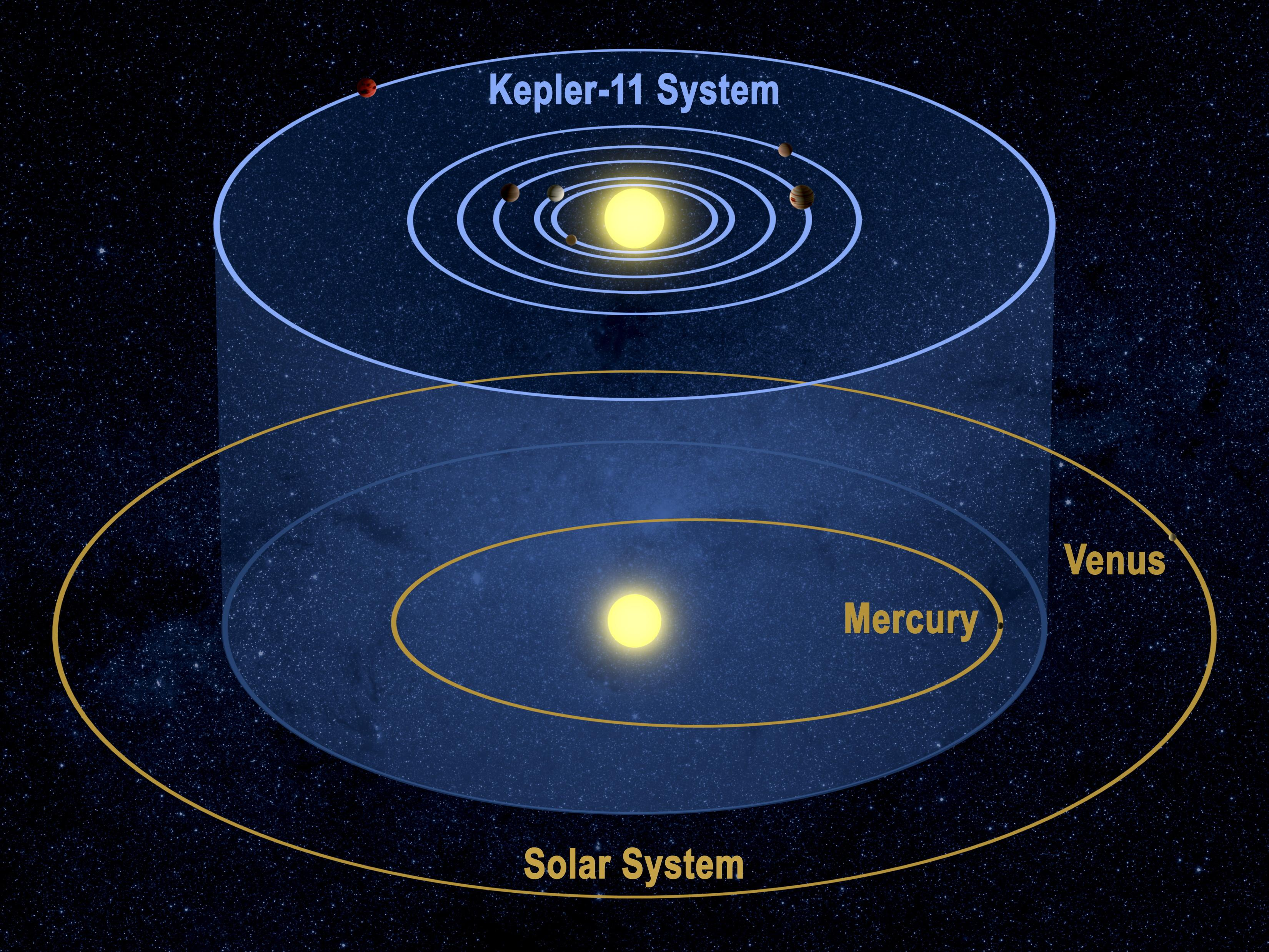
ケプラー11系と水星、金星の軌道

ケプラー11gは、ケプラー11系の惑星の中で、ケプラー11から最も遠くを公転する惑星である。軌道長半径は0.466 auと、太陽と水星の距離の約1.2倍、太陽と金星の距離の約3分の2しかない。ケプラー11系の惑星の中で唯一水星軌道の外側にある惑星である。公転周期は約118日9時間8分、軌道離心率は0.052であり、円軌道に近い。
軌道傾斜角は89.87度であるが、ケプラー11eはケプラー11の見かけの中央に近いところを通る惑星である。ケプラー11の手前を通過するのに要する時間は9.60時間であり、ケプラー11系の惑星の中で最も長い。軌道傾斜角はケプラー11eと並んで最も精度よく求まっており、最も直角に近い値をとる惑星である。

## 物理的性質
ケプラー11gは、いずれも地球と比べて、半径が3.33倍、質量が25.13倍と推定されている。半径はケプラー11系の惑星の中で2番目に大きい。表面温度が127 ℃（400K）と推定されている高温の惑星である。ケプラー11gがケプラー11の手前を通過すると、ケプラー11は視等級は1.15 ± 0.03等級暗くなる。この値は、ケプラー11系の惑星の中で2番目に大きい。2011年発見当時は半径はトランジット法の観測により、ある程度正確に求まっていたが、質量は地球の300倍以下、木星の95%以下としか求まっていなかった。これは、ケプラー11系の他の惑星と比べ、ケプラー11に与える重力的な影響が弱すぎるため、他の惑星の数値からケプラー11gの影響のみを抜き出す事が出来ないためである。上限値は、ケプラー11系の内側の惑星に対して、重力的な影響を与えない最大の数値として設定されたものであり、実際の数値はよくわかっていなかった。この手法はかつてケプラー9dにも同様の推測が使われた。
2013年になると質量は2011年の見積もりとは大幅に異なり、地球質量の25倍以下であるとされた。2014年には質量が地球の5.52 - 74.5倍とする論文も公表された。

## 恒星
恒星ケプラー11ははくちょう座にある恒星で、質量は0.961太陽質量、半径は1.065太陽半径であり、質量と半径ともに太陽とよく似た恒星である。金属量もほぼ0であり、これも太陽に似ている。金属量は惑星を発見する上では指標となり、金属量が高いとその恒星から惑星が見つかる可能性が高くなる。これは金属量が高ければ金属の量は増すため巨大ガス惑星の形成が早まることや、質量の大きさから惑星が恒星の方へ移動することが原因となり検出率が高まるからである。
この恒星はケプラー11gの他、b、c、d、e、fを持つ。ケプラー11gを除いた5惑星は水星の軌道より内側を公転している。
ケプラー11自体は視等級がVバンドで13.7であり、肉眼では到底見えない。